# Rene Sarmiento
Rene Sarmiento (Virac, 15 december 1953) is een Filipijns jurist. Sarmiento was gedurende het bewind van Ferdinand Marcos actief als mensenrechtenadvocaat. Na de val van Marcos was hij een van de leden van de constitutionele commissie. Ook was hij als presidentieel adviseur actief bij onderhandelingen over vrede in de Filipijnen. Van 2006 tot 2013 was Sarmiento een van de leden van de Filipijnse kiescommissie COMELEC.

## Biografie
Rene Sarmiento werd geboren op 15 december 1953 in Virac in de Filipijnse provincie Catanduanes. Hij behaalde magna cum laude zijn bachelor of Arts-diploma politieke wetenschappen aan San Beda College. Nadien studeerde hij rechten aan de University of the Philippines. In 1978 voltooide Sarmiento deze bachelor-opleiding en het jaar erop slaagde hij tevens voor het toelatingsexamen van de Filipijnse balie. Tijdens zijn studie was hij president van de studentenraad van de rechtenfaculteit.
Vanaf 1979 was Sarmiento werkzaam bij Jose W. Diokno Law Office, in eerste instantie als juridisch medewerker en na zijn toetreding tot de Filipijnse balie als advocaat. Voor dit kantoor behandelde hij zaken op het gebied van constitutioneel recht, strafrecht, bestuursrecht en arbeidsrecht. Ook was hij actief voor de Free Legal Assistance Group (FLAG). Deze groep werd opgericht door Joker Arroyo, Lorenzo Tañada en Jose Diokno en bood juridische ondersteuning voor slachtoffers van mensenrechtenschendingen door militairen. Na de dood Diokno begon Sarmiento in 1988 zijn eigen advocatenkantoor.
In 1986 werd Sarmiento, na de val van Marcos tijdens de EDSA-revolutie, door opvolger Corazon Aquino benoemd tot lid van de Constitutionele Commissie. Na de ratificatie van de Filipijnse Grondwet as hij werkzaam als adviseur voor de presidentiële commissie voor mensenrechten en rapporteerde hij aan hen over de activiteiten van gewapende rebellen op Mindanao. In 1996 werd hij door toenmalig president Fidel Ramos benoemd in het team van onderhandelaars die namens de Filipijnse regering in Nederland en Noorwegen onderhandelde over vrede met de communistische rebellen in de Filipijnen.
In 2005 werd Sarmiento door president Gloria Macapagal-Arroyo benoemd tot presidentieel adviseur, met de rang van onderminister, op het terrein van de vredesonderhandelingen met zowel de communisten als de moslimrebellen in het zuiden van de Filipijnen. Samen met minister van buitenlandse zaken Alberto Romulo representeerde hij de Filipijnse regering bij een ontmoeting met een afvaardiging van de Organisatie voor Islamitische Samenwerking in Saoedi-Arabië. Van 2006 tot 2013 was Samiento commissaris in de Filipijnse kiescommissie COMELEC. In deze periode zette hij zich onder andere in voor het kiesrecht van groepen als gehandicapten en gevangenen. Ook maakte hij zich sterk voor de rechten van vrouwen en die van de vele oorspronkelijk bevolkingsgroepen in de Filipijnen.
Naast zijn werk als advocaat, commissaris en presidentieel adviseur was Sarmiento ook docent rechten aan de Polytechnic University of the Philippines en later San Beda college. Hij schreef ook boeken over recht. Diverse daarvan worden ook gebruikt als studieboeken in het onderwijs. In 2012 was hij een van kandidaten op de longlist voor de vacante post van opperrechter voor het Hooggerechtshof van de Filipijnen. Hij werd echter door de Judicial and Bar Council niet geselecteerd voor de shortlist.
Sarmiento is getrouwd met La Rainne Abad. Samen kregen ze drie kinderen.
- International Standard Name Identifier: 0000 0000 3200 2570
- Library of Congress Control Number: n93903834
- Virtual International Authority File: 70614183
- WorldCat: E39PBJktvfC6fc4VHRmwP8mPQq